# 亞爾伯·蘇亞雷斯·因達
亞爾伯·蘇亞雷斯·因達（西班牙語：Alberto Suarez Inda；1939年1月30日—）是墨西哥籍天主教司鐸級樞機及莫雷利亞總教區榮休總主教。

## 生平
亞爾伯於1939年10月14日在墨西哥北中部瓜納華托州的城市塞拉亞出生。然後，他在羅馬宗座額我略大學進修學習哲學和神學。他於1964年8月8日晉鐸，1992年至1994年任聖座東方教會部秘書。
他於1985年12月20日晉牧，並獲教宗若望·保祿二世任命為塔坎巴羅教區主教。蘇亞雷斯·因達於1995年1月20日接任莫雷利亞總教區正權總主教。
教宗方濟各於2015年1月4日的三鐘經祈禱活動結束之際宣佈將他為樞機並且於隔月14日與教宗舉行共祭彌撒大典。他於該日獲冊封為司鐸級樞機。2015年4月，他被任命為聖座聖職部成員。
他於2016年11月5日榮休及卸任莫雷利亞總教區總主教一職，總主教一職由嘉祿·加爾菲亞斯-梅爾洛斯接任。

## 牧徽

亞爾伯·蘇亞雷斯·因達樞機牧徽